# Foolish foolish
「foolish foolish」（フーリッシュ フーリッシュ）は、松下優也の1枚目のシングル。2008年11月26日発売。発売元はエピックレコーズ。

## 収録曲
1. foolish foolish
  - 作詞：kenko-p／作曲・編曲：Jin Nakamura
  - 『MUSIC B.B』11月度番組エンディングテーマ
2. Mr.“Broken Heart” 
  - 作詞：U／作曲・編曲：Jin Nakamura
  - 映画 CineMusica『悲しいボーイフレンド』主題歌
3. foolish foolish (REMIX) [English Ver.]
  - 作詞：Kane Tominaga／作曲・編曲：Jin Nakamura
4. foolish foolish（Instrumental)
5. Mr.“Broken Heart”（Instrumental)